# 클럽 제로
"클럽 제로"(영어: Club Zero)는 2023년 개봉한 스릴러 드라마 영화이다. 예시카 하우스너가 감독과 공동 각본을 맡았다. 제76회(2023년) 칸 영화제 황금종려상 경쟁후보작이다.